# Darcya reliquiarum
Darcya reliquiarum là một loài thực vật có hoa trong họ Mã đề. Loài này được (D'Arcy) B.L.Turner & C.P.Cowan mô tả khoa học đầu tiên năm 1993.